# Sedibeng (Botswana)
Sedibeng – wieś w Botswanie w dystrykcie Southern. Według spisu ludności z 2011 roku wieś liczyła 708 mieszkańców.